# Сичун
Сичу́н (кит. упр. 西充, пиньинь Xīchōng) — уезд городского округа Наньчун провинции Сычуань (КНР).

## История
При империи Западная Хань в 206 году до н. э. здесь был образован уезд Чунго (充国县). При империи Восточная Хань из него в 193 году был выделен уезд Наньчунго (南充国县), а оставшаяся часть впоследствии была переименована в Сичунго (西充国县). Также со времён Западной Хань существовал уезд Аньхань (安汉县).
При империи Лю Сун уезд Наньчунго был переименован в Наньго (南国县), а уезд Сичунго — в Сиго (西国县).
При империи Лян в 503 году уезд Наньго был переименован в Наньбу, а уезду Сиго впоследствии вернули название Сичунго.
При империи Западная Вэй уезд Сичунго был переименован в Цзиньчэн (晋城县). При империи Суй к нему был присоединён уезд Цзиньань (晋安县).
При империи Суй в 589 году уезд Аньхань был переименован в Наньчун.
При империи Тан в 621 году из уезда Наньбу, а также части земель округов Лунчжоу (隆州) и Цзычжоу (梓州) был вновь образован уезд Сичун.
При империи Юань в 1283 году к уезду Сичун был присоединён уезд Люси (流溪县).
При империи Мин в 1377 году уезд Сичун был присоединён к уезду Наньчун, но в 1280 году образовался вновь; при этом земли, ранее входившие в состав уезда Люси, остались в уезде Наньчун.
В 1950 году был создан Специальный район Наньчун (南充专区), и уезд Сичун перешёл в его подчинение. В 1970 году Специальный район Наньчун был переименован в Округ Наньчун (南充地区). В 1993 году постановлением Госсовета КНР округ Наньчун был преобразован в городской округ Наньчун.

## Административное деление
Уезд Сичун делится на 16 посёлок и 28 волостей.